# Đền Hùng
Đền Hùng (Tên chữ: Hùng Vương miếu) là tên gọi khái quát của Khu di tích lịch sử Đền Hùng - quần thể đền chùa thờ phụng các Vua Hùng và tôn thất của nhà vua trên núi Nghĩa Lĩnh (Việt Trì, Phú Thọ), xưa thuộc xã Hy Cương, huyện Sơn Vi, gắn với Giỗ Tổ Hùng Vương - Lễ hội Đền Hùng được tổ chức tại địa điểm đó hàng năm vào ngày 10 tháng 3 âm lịch. Hiện nay, theo các tài liệu khoa học đã công bố đa số đều thống nhất nền móng kiến trúc đền Hùng bắt đầu được xây dựng từ thời vua Đinh Tiên Hoàng trị vì. Đến thời Hậu Lê (thế kỷ 15) được xây dựng hoàn chỉnh theo quy mô như hiện tại.
Từ chân núi đi lên, qua cổng đền, điểm dừng chân của du khách là đền Hạ, tương truyền là nơi nàng Âu Cơ đẻ ra bọc trăm trứng. Trăm trứng ấy đẻ ra trăm người con, năm mươi người theo cha xuống biển, bốn chín người theo mẹ lên núi. Người con ở lại làm vua, lấy tên là Hùng Vương (thứ nhất).
Qua đền Hạ là đền Trung, nơi các vua Hùng dùng làm nơi họp bàn với các Lạc hầu, Lạc tướng. Trên đỉnh núi là đền Thượng là lăng Hùng Vương thứ sáu (trong dân gian gọi là mộ tổ) từ đền Thượng đi xuống phía Tây nam là đền Giếng, nơi có cái giếng đá quanh năm nước trong vắt. Tương truyền ngày xưa các công chúa Tiên Dung và Ngọc Hoa, con vua Hùng Vương thứ mười tám, thường tới gội đầu tại đó.
Lễ hội đền Hùng bao gồm những hoạt động văn hóa, văn nghệ mang tính chất nghi thức truyền thống và những hoạt động văn hóa dân gian khác… Các hoạt động văn hóa mang tính chất nghi thức còn lại đến ngày nay là lễ rước kiệu vua và lễ dâng hương. Đó là hai nghi lễ được cử hành đồng thời trong ngày chính hội. Đám rước kiệu xuất phát từ dưới chân núi rồi lần lượt qua các đền để tới đền Thượng, nơi làm lễ dâng hương. Đó là một đám rước tưng bừng những âm thanh của các nhạc cụ cổ truyền và màu sắc sặc sỡ của bạt ngàn cờ, hoa, lọng, kiệu, trang phục truyền thống… Dưới tán lá mát rượi của những cây trò, cây mỡ cổ thụ và âm vang trầm bổng của trống đồng, đám rước như một con rồng uốn lượn trên những bậc đá huyền thoại để tới đỉnh núi Thiêng.

## Vị trí
Đền Hùng được dựng trên núi Nghĩa Lĩnh, giữa đất Phong Châu, ngày nay là xã Hy Cương, thành phố Việt Trì, tỉnh Phú Thọ. Quần thể di tích đền Hùng nằm từ chân núi đến đỉnh ngọn núi Nghĩa Lĩnh cao 175 mét (núi này từng có những tên gọi như Hùng Vương sơn, Núi Cả, Nghĩa Lĩnh, Nghĩa Cương, Hy Cương, Hy Sơn, Bảo Thiếu Lĩnh, Bảo Thiếu Sơn), thuộc địa phận xã Hy Cương, thành phố Việt Trì, tỉnh Phú Thọ, trong khu rừng được bảo vệ nghiêm ngặt giáp giới với những xã thuộc huyện Lâm Thao, Phù Ninh và vùng ngoại ô thành phố Việt Trì, cách trung tâm thành phố Việt Trì khoảng 10 km. 
Khu vực đền Hùng ngày nay nằm trong địa phận của kinh đô Phong Châu của quốc gia Văn Lang xưa. Theo cuốn Ngọc phả Hùng Vương, đương thời các Vua Hùng đã cho xây dựng điện Kính Thiên tại khu vực núi Nghĩa Lĩnh này.

## Quá trình phát triển

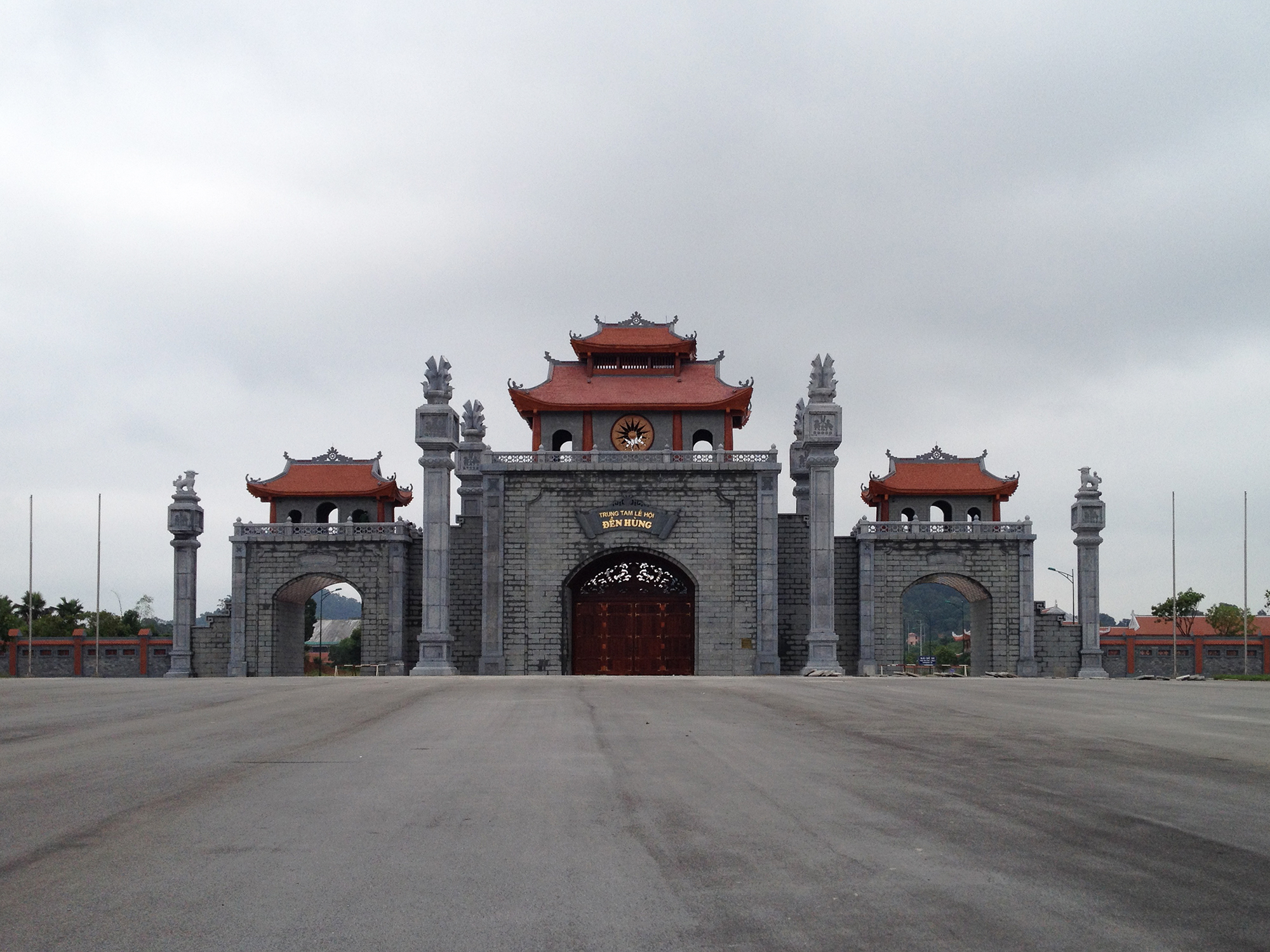
Trung tâm lễ hội đền Hùng 18-09-2015

Đền Hùng được Bộ Văn hóa thông tin xếp hạng là khu di tích đặc biệt của quốc gia vào năm 1962. Đến năm 1967, Chính phủ Việt Nam đã quyết định khoanh vùng xây dựng khu rừng cấm Đền Hùng. Ngày 8 tháng 2 năm 1994, Thủ tướng Chính phủ Việt Nam đã phê duyệt dự án quy hoạch tổng thể Khu di tích lịch sử Đền Hùng lần thứ nhất, tạo tiền đề cho việc đầu tư xây dựng nhiều công trình hạng mục trong khu di tích.
Ngày 6 tháng 1 năm 2001, Chính phủ Việt Nam ban hành Nghị định số 82/2001/NĐ-CP, quy định về quy mô, nghi lễ tổ chức giỗ Tổ Hùng Vương và lễ hội Đền Hùng hàng năm. Ngày 10 tháng 3 âm lịch trở thành ngày quốc lễ, ngày giỗ Tổ Hùng Vương.
Khu di tích lịch sử Đền Hùng đã không ngừng phát triển, được thể hiện sâu sắc và rõ nét hơn qua hàng loạt công trình kiến trúc văn hóa được đầu tư xây dựng. Nổi bật nhất là từ sau Quyết định số 84/2004/QĐ-TTg ngày 30 tháng 3 năm 2004 về việc phê duyệt quy hoạch phát triển Khu di tích lịch sử Đền Hùng đến năm 2015.
Nhiều công trình tiếp tục được xây dựng tại khu di tích Đền Hùng như Đền thờ Lạc Long Quân, đường hành lễ tại trung tâm lễ hội, trụ sở làm việc và nhà tiếp đón khách của khu di tích, đài tưởng niệm các anh hùng, liệt sĩ...Trước sự phát triển và quy mô ngày càng lớn, đòi hỏi phải có một bộ máy quản lý tương xứng. Ngày 23 tháng 2 năm 2005, UBND tỉnh Phú Thọ đã ban hành Quyết định số 525/2005/QĐ-UB về việc nâng cấp Ban quản lý Khu di tích Đền Hùng thuộc Sở Văn hóa thông tin Phú Thọ thành Khu di tích lịch sử Đền Hùng trực thuộc UBND tỉnh.
Ngày 6 tháng 12 năm 2012, UNESCO công nhận Tín ngưỡng thờ cúng Hùng Vương ở Phú Thọ là di sản văn hóa phi vật thể của nhân loại với những yếu tố thuộc đời sống tâm linh của người Việt Nam đã tồn tại từ hàng nghìn năm nay, thể hiện nền tảng tinh thần đại đoàn kết dân tộc và gắn kết cộng đồng. Tính độc đáo của tín ngưỡng này thể hiện rất rõ ở yếu tố thờ Hùng Vương chính là thờ Quốc tổ. Đây là hiện tượng văn hóa không phải dân tộc nào cũng có.

## Đặc điểm

### Các di tích chính

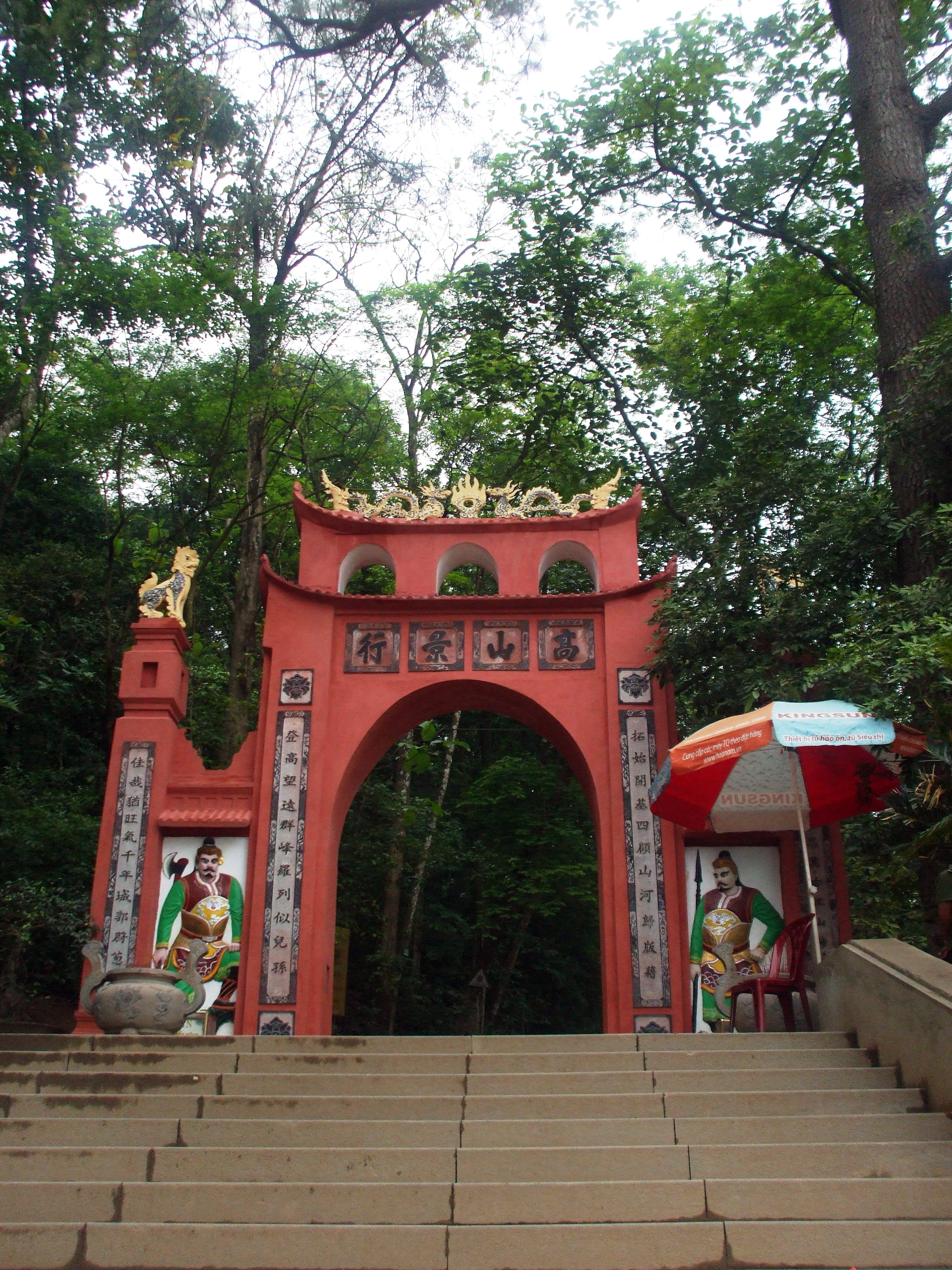
Cổng dẫn lên khu di tích đền Hùng. Trán cửa ghi bốn chữ: Cao sơn cảnh hành
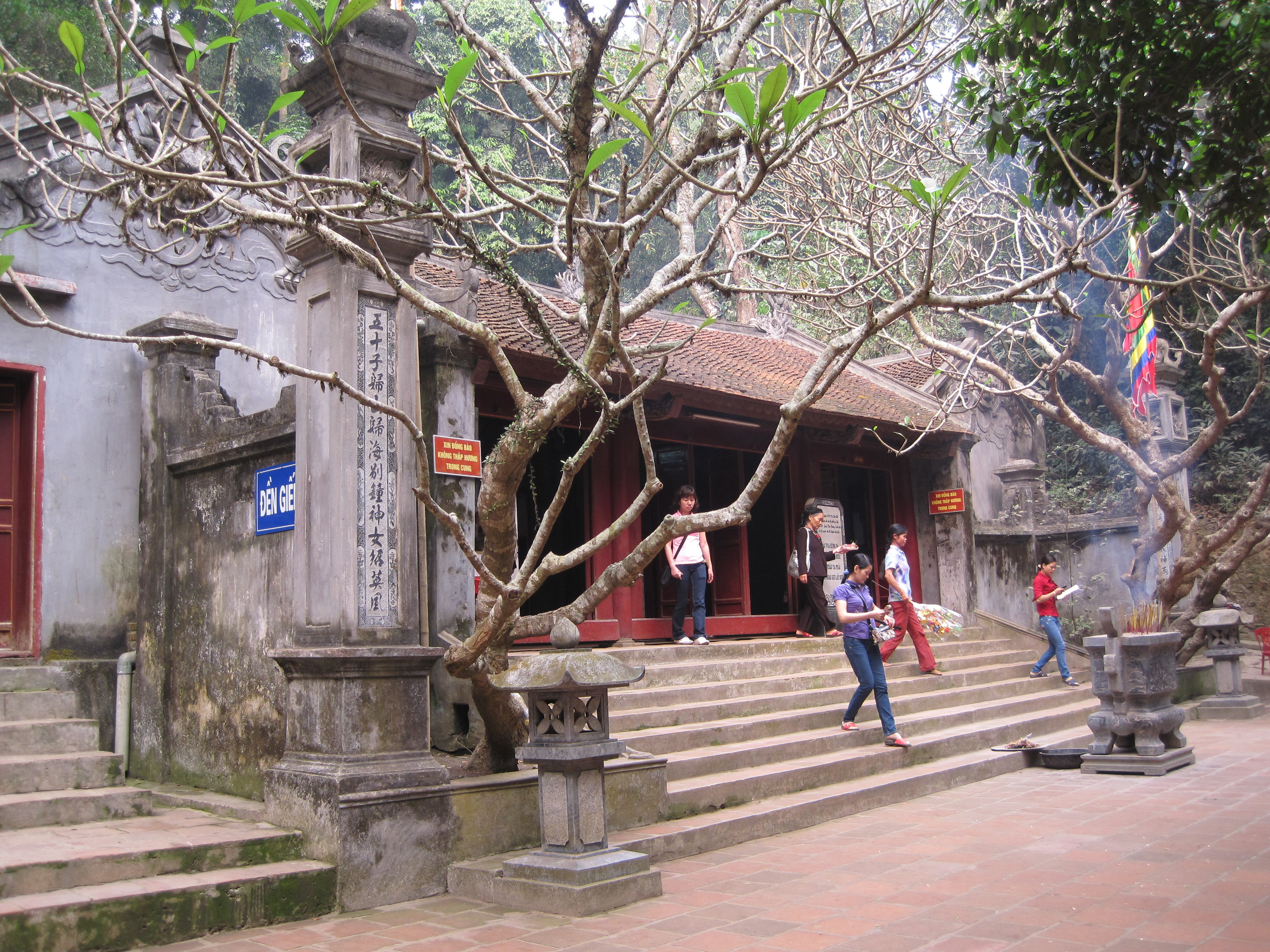
Đền Giếng
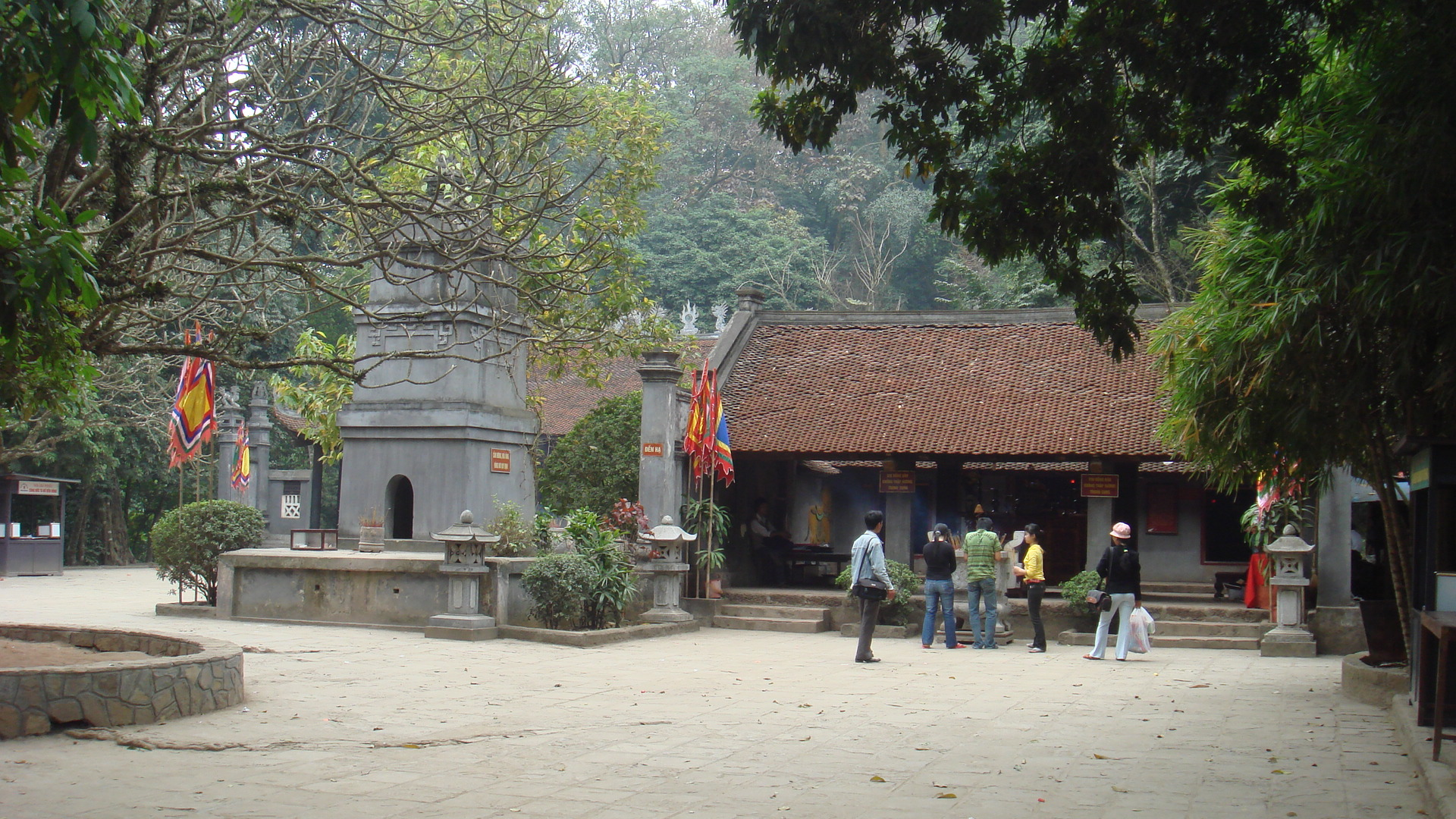
Đền Hạ
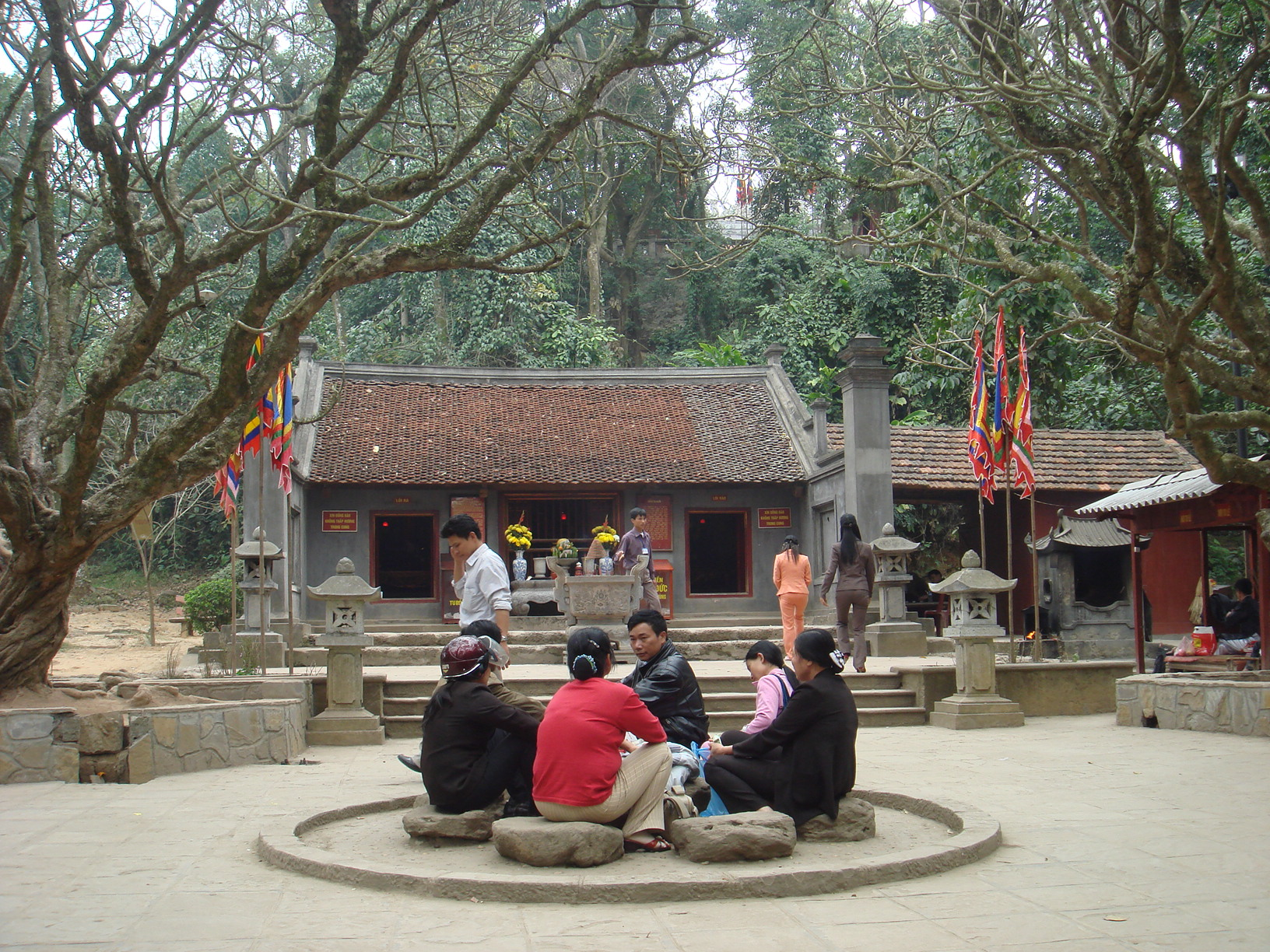
Đền Trung
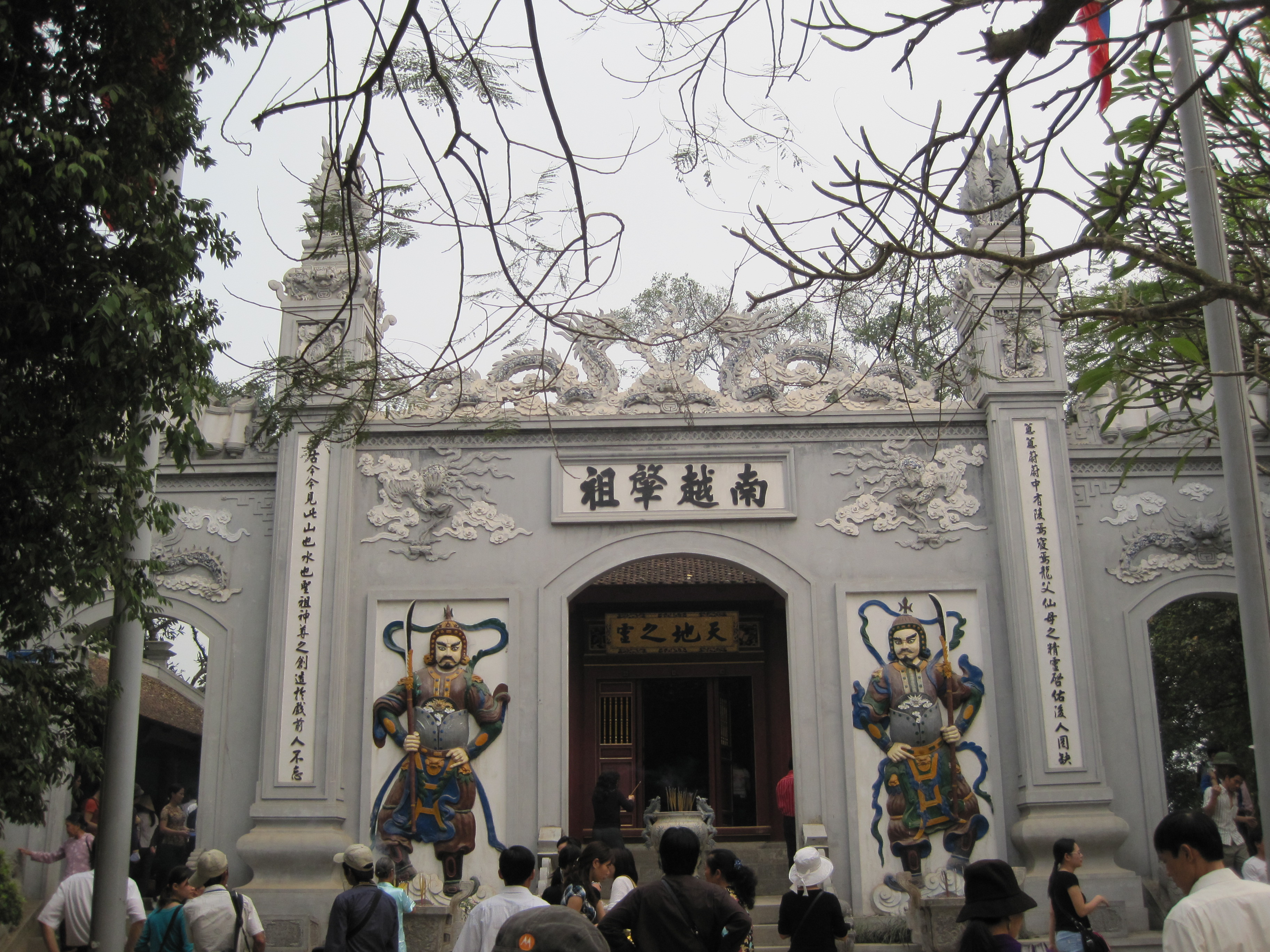
Đền Thượng với bốn chữ Nam Việt triệu tổ, phía trong cổng là bức hoành ghi Thiên địa chi linh

1. Đền Hạ: Tương truyền là nơi Âu Cơ sinh hạ bọc trăm trứng, sau nở thành một trăm người con.
2. Nhà bia: Nhà bia nằm ngay cạnh đền Hạ có kiến trúc hình lục giác với sáu mái. Trong đặt tấm bia đá khắc dòng chữ quốc ngữ: "Các Vua Hùng đã có công dựng nước, Bác cháu ta phải  nhau giữ lấy nước". Đây là câu nói nổi tiếng của Chủ tịch nước Việt Nam Dân chủ Cộng hòa Hồ Chí Minh trong chuyến thăm Đền Hùng ngày 19 tháng 9 năm 1954.
3. Chùa Thiên Quang: còn gọi là Thiên quang thiền tự, tọa lạc gần đền Hạ.
4. Đền Trung: Tương truyền là nơi các Vua Hùng cùng các Lạc hầu, Lạc tướng du ngoạn Nghĩa Lĩnh ngắm cảnh và họp bàn việc nước.
5. Đền Thượng: Đền được đặt trên đỉnh núi, nơi ngày xưa theo truyền thuyết các Vua Hùng thường lên tiến hành các nghi lễ, tín ngưỡng của cư dân nông nghiệp thờ trời đất, thờ thần lúa, cầu mong mưa thuận gió hòa, mùa màng tươi tốt, nhân khang vật thịnh. Ngoài cổng đền có dòng đại tự: "Nam Việt triệu tổ" (tổ tiên của người Việt phương Nam). Tấm văn bia Hùng Vương từ khảo được tạc bằng đá xanh, gắn trên tường quan cư ở bên trái đền Thượng, vốn đã bị đánh cắp vào khoảng 10 năm sau khi xuất hiện, chỉ còn lại chân bia. Vào năm 2010, bia được khôi phục.
6. Lăng Hùng Vương (Hùng Vương lăng) tương truyền là mộ của Vua Hùng thứ sáu. Lăng mộ nằm ở phía đông đền Thượng, mặt quay theo hướng Đông Nam. Xưa đây là một mộ đất, niên hiệu Tự Đức năm thứ 27 (1870) đã cho xây mộ dựng lăng. Thời Khải Định tháng 7 (năm 1922) trùng tu lại.
7. Đền Giếng: Tương truyền là nơi công chúa Tiên Dung và công chúa Ngọc Hoa (con gái của Vua Hùng thứ mười tám) thường soi gương, vấn tóc khi theo cha đi kinh lý qua vùng này. Đền được xây dựng vào thế kỷ 18.
8. Đền Mẫu Âu Cơ: Là một ngôi đền mới, được bắt đầu xây dựng vào năm 2001 và khánh thành tháng 12 năm 2004, được xây dựng trên núi Ốc Sơn (núi Vặn).
9. Đền thờ Lạc Long Quân: Theo truyền thuyết, Lạc Long Quân là con của Kinh Dương Vương và Thần Long, cháu ngoại của Động Đình Quân. Lạc Long Quân được xem là vị vua nước Xích Quỷ, trước nhà nước Âu Lạc. Lạc Long Quân và Âu Cơ được xem như là thủy tổ của dân tộc Việt Nam, gắn liền với truyền thuyết "bọc trăm trứng". Con trai cả của ông là người đã lập ra nước Văn Lang, thống nhất 15 bộ lạc, lấy hiệu là Hùng vương đời thứ nhất. Hiện nay đền thờ Lạc Long Quân nằm tại núi Sim của khu di tích lịch sử Đền Hùng, cách núi Nghĩa Lĩnh (hay còn gọi là núi Hùng) khoảng 1 km về phía Đông Nam.

### Hành trình của du khách
Khu di tích lịch sử đền Hùng bao gồm bốn đền chính là đền Hạ, đền Trung, đền Thượng và đền Giếng. Từ những bậc đầu tiên dưới chân núi, rồi bước qua một cánh cổng, bước nhiều bậc đá lên thắp hương và thăm thú các đền, kết thúc tại đền Thượng trên đỉnh Nghĩa Lĩnh, nơi có lăng mộ vua Hùng thứ sáu.

## Lễ hội đền Hùng
Theo Ngọc phả Hùng Vương chép thời Hồng Đức hậu Lê thì từ thời nhà Đinh,nhà Lê, nhà Lý, nhà Trần rồi đến Hậu Lê vẫn cùng hương khói trong ngôi đền, ở đây nhân dân toàn quốc đều đến lễ bái để tưởng nhớ công lao của Đấng Thánh Tổ xưa…" Văn học dân gian Việt Nam nói về lễ hội đền Hùng như sau:
Dù ai đi ngược về xuôi
Nhớ ngày giỗ tổ mùng 10 tháng 3.
TRỐNG ĐỒNG Ở ĐỀN HÙNG
Trống đồng mang tên Trống Hy Cương được tìm thấy ở xã Hy Cương ngay dưới chân núi Nghĩa Lĩnh ngày 7 tháng 8 năm 1990 khi một gia đình người dân đào hố tôi vôi. Trống khá nguyên vẹn, có đường kính mặt 93 cm và chiều cao 70 cm, là trống đồng Đông Sơn có kích thước lớn nhất trong tổng số trống Đông Sơn đã biết ở Việt Nam và Đông Nam Á.
Trống có hoa văn trang trí phong phú và cách điệu hóa đức độ, trong đó có các loại hoa văn chủ đạo như hình ngôi sao mười hai cánh đường kính đến 20 cm, tám con chim lạc dài 15 cm bay theo hướng ngược chiều kim đồng hồ, hình người hóa trang cách điệu chỉ có mắt và lông công, thuyền v.v. Có thể quanh Hy Cương còn nhiều trống đồng chưa được phát hiện ra, nhưng với việc phát hiện trống lớn như một bằng chứng khảo cổ tại chân núi Nghĩa Lĩnh, cho thấy vị trí đặc biệt của Hy Cương và đền Hùng trong lịch sử dân tộc (trống lớn thường thuộc sở hữu của một vị tù trưởng hoặc thủ lĩnh rất lớn), là một trong những minh chứng khẳng định tính lịch sử của huyền thoại các vua Hùng. Trống hiện được lưu giữ trong Bảo tàng Hùng Vương với số đăng ký ĐH 2012 (theo số mới), số cũ là 1549.